# (300149) 2006 VU80
(300149) 2006 VU80 es un asteroide perteneciente al cinturón de asteroides, descubierto el 12 de noviembre de 2006 por el equipo del Mount Lemmon Survey desde el Observatorio del Monte Lemmon, Arizona, Estados Unidos.

## Designación y nombre
Designado provisionalmente como 2006 VU80.

## Características orbitales
2006 VU80 está situado a una distancia media del Sol de 3,107 ua, pudiendo alejarse hasta 3,658 ua y acercarse hasta 2,557 ua. Su excentricidad es 0,177 y la inclinación orbital 3,146 grados. Emplea 2000,96 días en completar una órbita alrededor del Sol.
Los próximos acercamientos a la órbita de Júpiter se producirán el 14 de agosto de 2063, el 8 de septiembre de 2073 y el 29 de septiembre de 2083, entre otros.

## Características físicas
La magnitud absoluta de 2006 VU80 es 16,4.